# Iso Latvajärvi
Iso Latvajärvi är en sjö i Finland. Den ligger i kommunen Siikais i landskapet Satakunta, i den sydvästra delen av landet, 240 km nordväst om huvudstaden Helsingfors. Iso Latvajärvi ligger 88 meter över havet. Arean är 6,9 hektar och strandlinjen är 1,04 kilometer lång. Sjön  ingår i Karvia å huvudavrinningsområde.   I omgivningarna runt Iso Latvajärvi växer i huvudsak blandskog.